# Sergei Konstantinowitsch Rodionow
Sergei Konstantinowitsch Rodionow (russisch Сергей Константинович Родионов; * 22. Junijul. / 4. Juli 1859greg. in Wladimir; † 1925 in Moskau) war ein russischer Architekt, Restaurator und Hochschullehrer.

## Leben
Rodionow stammte aus einer russischen Erbadelsfamilie. Er besuchte das 3. Moskauer Gymnasium und studierte an der Moskauer Hochschule für Malerei, Bildhauerei und Architektur mit Abschluss 1883 als klassifizierter Künstler der Architektur mit Großer Silbermedaille. 1881 war er in den Dienst der Wladimirer Adelsversammlung getreten, deren Mitglied er wie sein Vater war. Er studierte weiter an der Kaiserlichen Akademie der Künste ohne Abschluss. 1884 begann er als Architekt zu arbeiten. 1885–1889 war er Architekt der Stadt Klin. Zurück in Moskau wurde er Architekt des Elisabeth-Instituts. 1887–1891 baute er mit Simon Eibuschitz und Roman Iwanowitsch Klein die Moskauer Choral-Synagoge. 1887–1891 baute Rodionow den Moskauer Palast des Ökumenischen Patriarchats von Konstantinopel. 1889–1904 baute er die Pokrowski-Kirche in Schestylewo (heute Rajon Dmitrow). 1893 wechselte Rodionow auf die Architektenstelle des Ismailow-Militärarmenhauses. Im selben Jahr trat er in die Moskauer Architektur-Gesellschaft ein. In den 1890er Jahren war er am Bau des Schlosses Scheremetew in Jurino im Gouvernement Nischni Nowgorod (heute Republik Mari El) beteiligt zusammen mit Pawel Petrowitsch Malinowski und anderen.
1894 wurde Rodionow Architekt der Synod-Verwaltung. Er war Mitglied des Komitees für die Restaurierung der Uspenski-Kathedrale im Moskauer Kreml und führte die Restaurierung des Nowodewitschi-Klosters und des Glockenturms Iwan des Großen durch (1895–1897 für die Krönung Nikolaus II.). Er arbeitete mit Iwan Pawlowisch Maschkow zusammen. 1897–1899 baute Rodionow das Gebäude der Orjoler Handelsbank in Orjol. 1907–1915 leitete Rodionow im Moskauer Semstwo-Amt die Abteilung für Statistik und Bau. 1908–1911 baute er das Miansarowa-Mietshaus am Moskauer Bolschaja-Sucharewskaja-Ploschtschad.
1916 wurde Rodionow Vorsitzender der Russisch-Slawischen Union. Bei den Moskauer Höheren Baukursen für Frauen hielt er eine Vorlesung über Bauen und Kunst. Er besaß ein Mietshaus im Zentrum Moskaus und einen Landsitz im Ujesd Dmitrow.
Nach der Oktoberrevolution war Rodionow Mitglied der von Nikolai Wladimirowitsch Markownikow 1919–1921 geleiteten Kommission für die Restaurierung der Kitai-Gorod-Mauer, der die Architekten Alexander Felizianowitsch Meisner, Iwan Pawlowitsch Maschkow, Ilja Jewgrafowitsch Bondarenko, Iwan Wassiljewitsch Rylski und andere angehörten.
Rodionow war verheiratet mit Fürstin S. N. Schachowskaja und hatte drei Söhne und eine Tochter. Rodionow wurde auf dem Nowodewitschi-Friedhof begraben.

## Werke

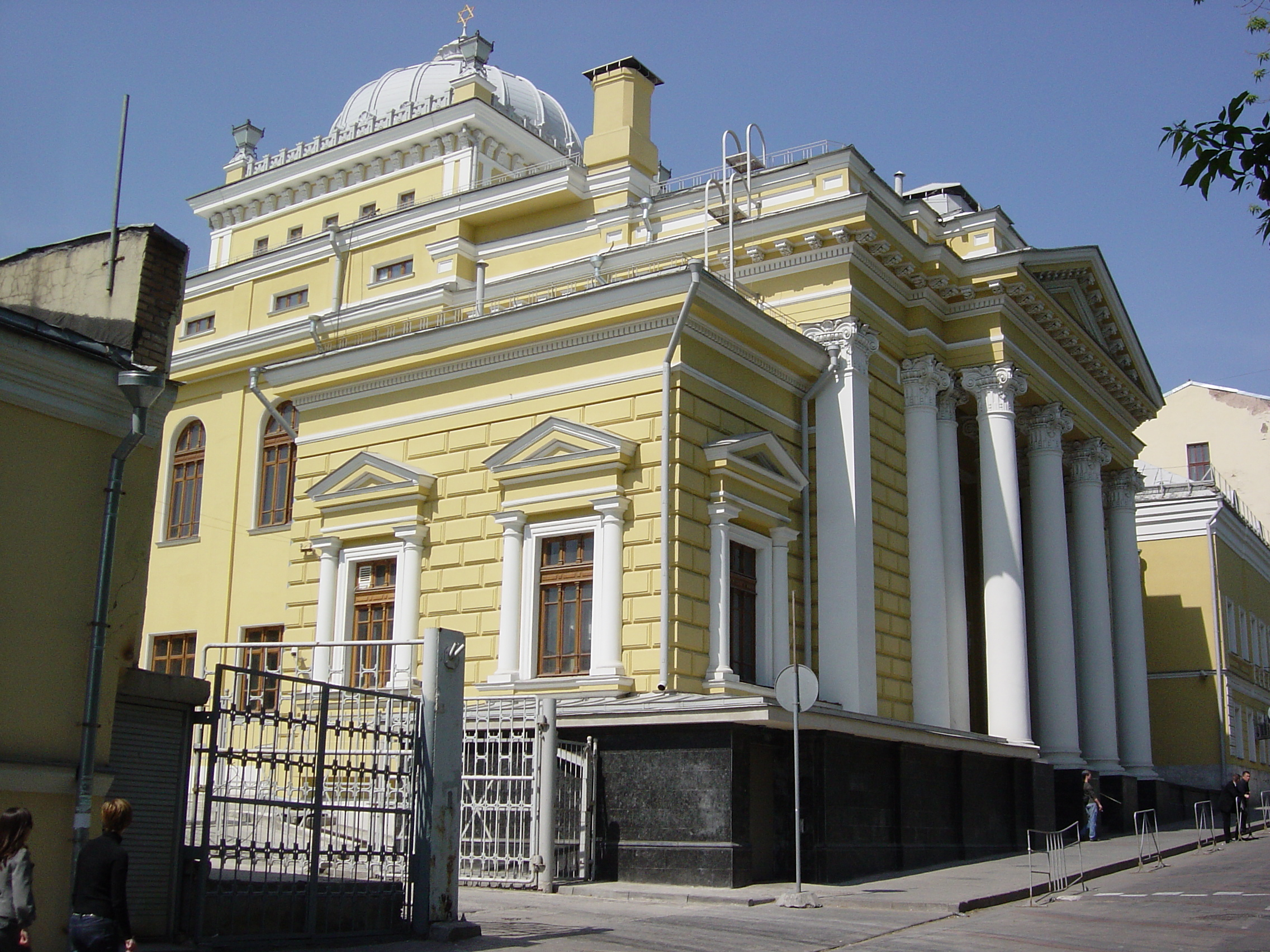
Moskauer Choral-Synagoge
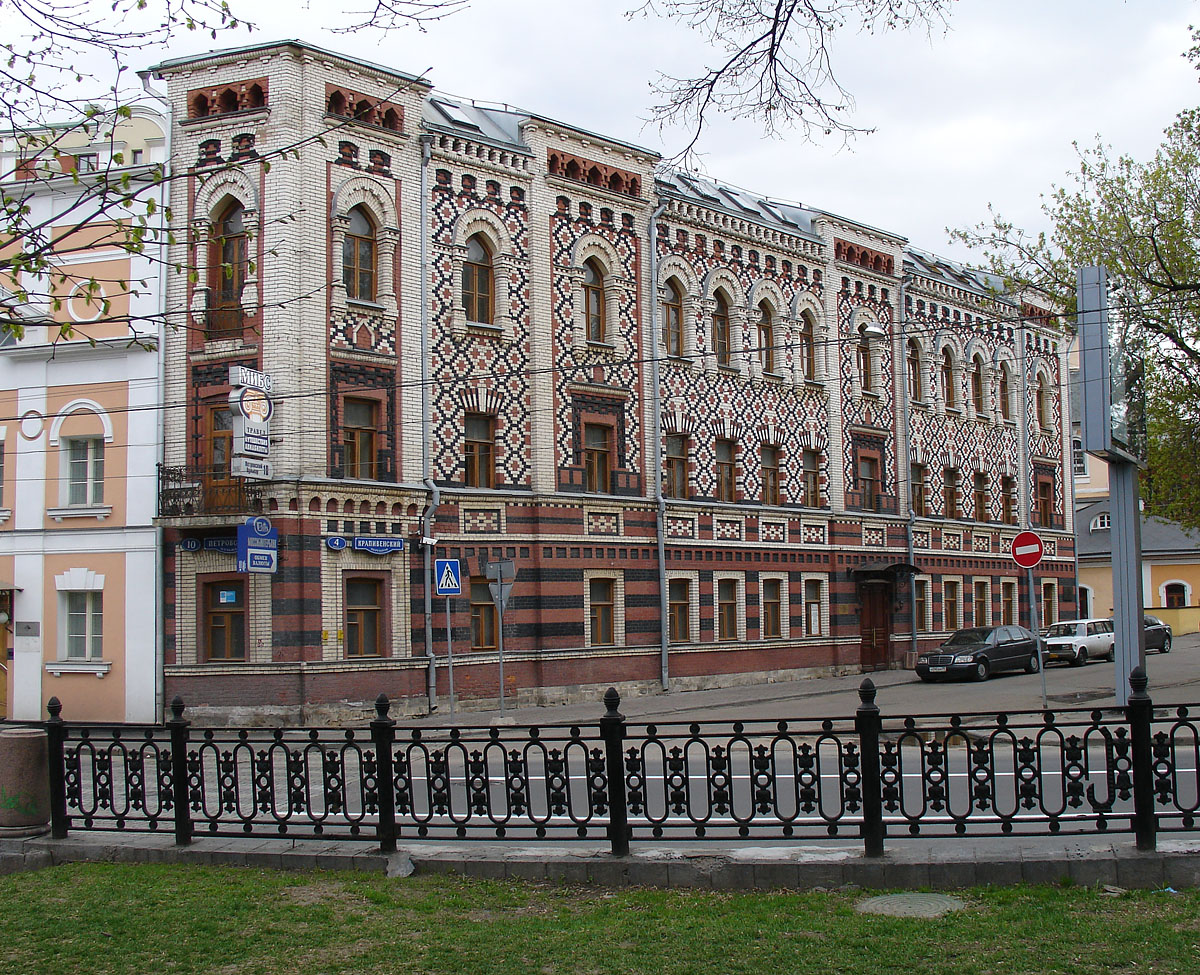
Moskauer Palast des Ökumenischen Patriarchats von Konstantinopel
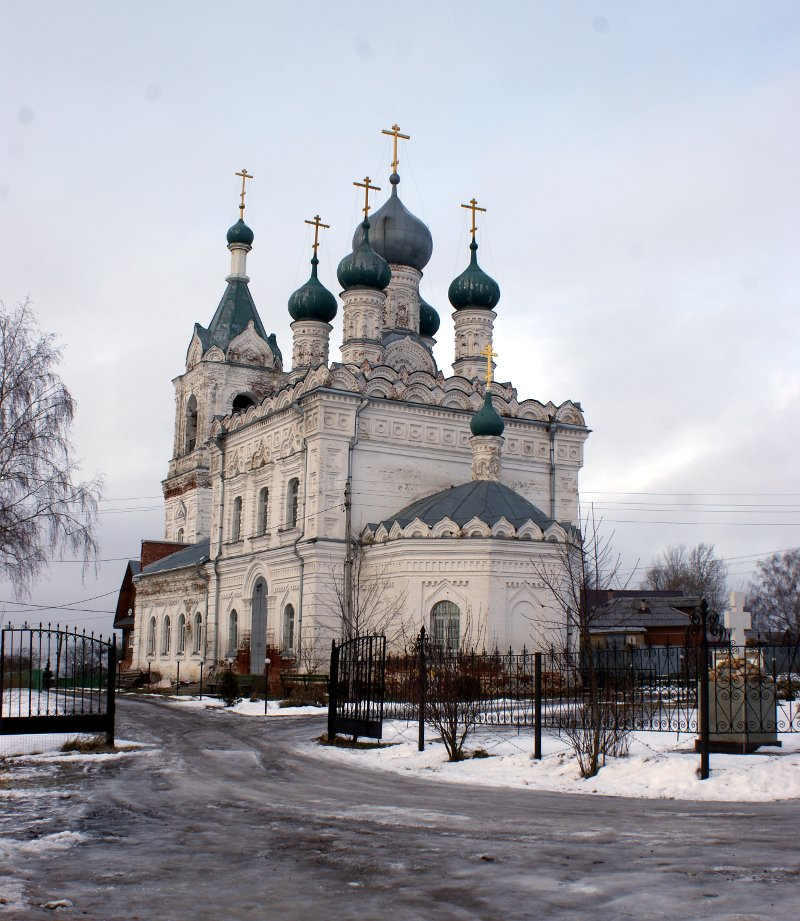
Pokrowski-Kirche in Schestylewo
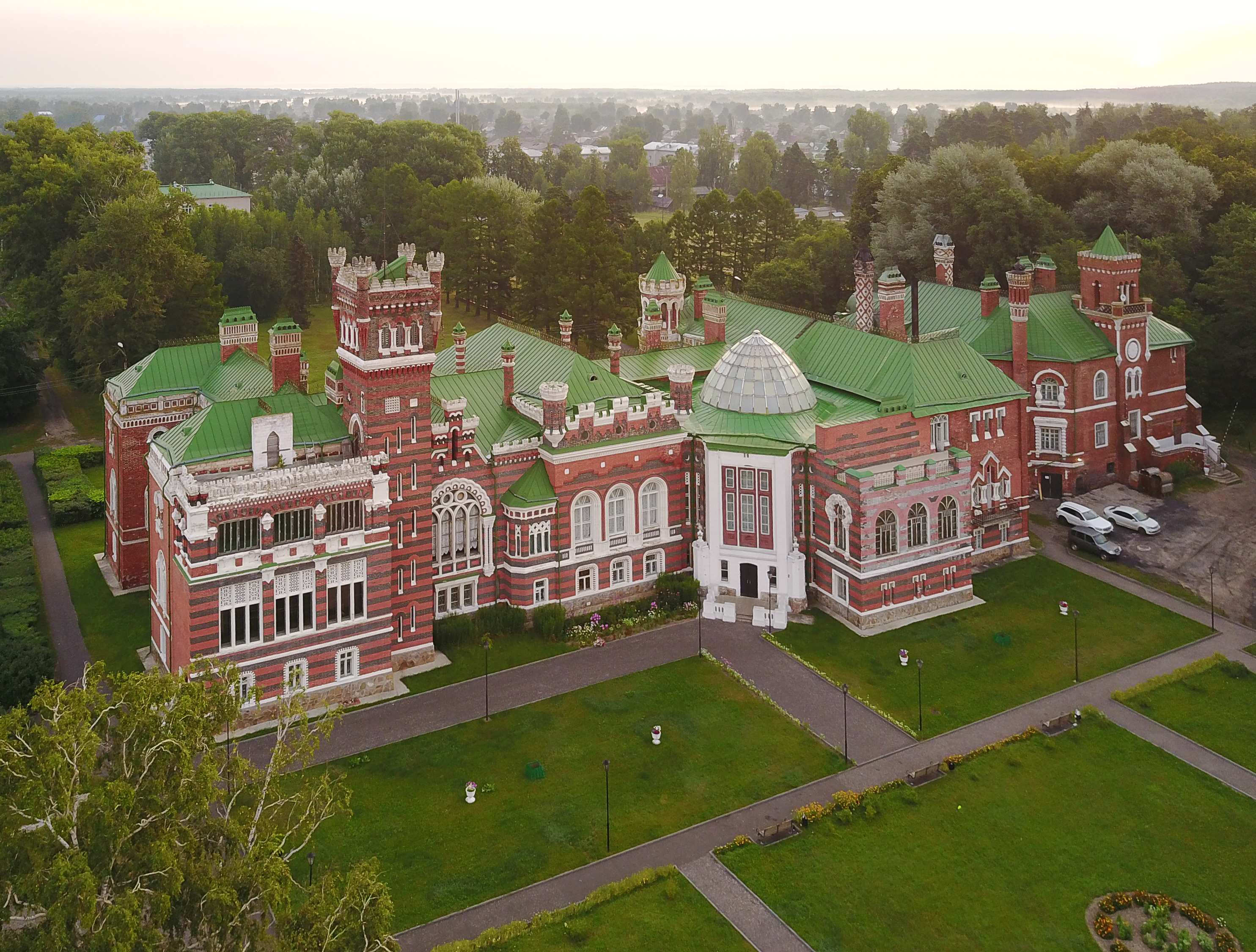
Schloss Scheremetew in Jurino
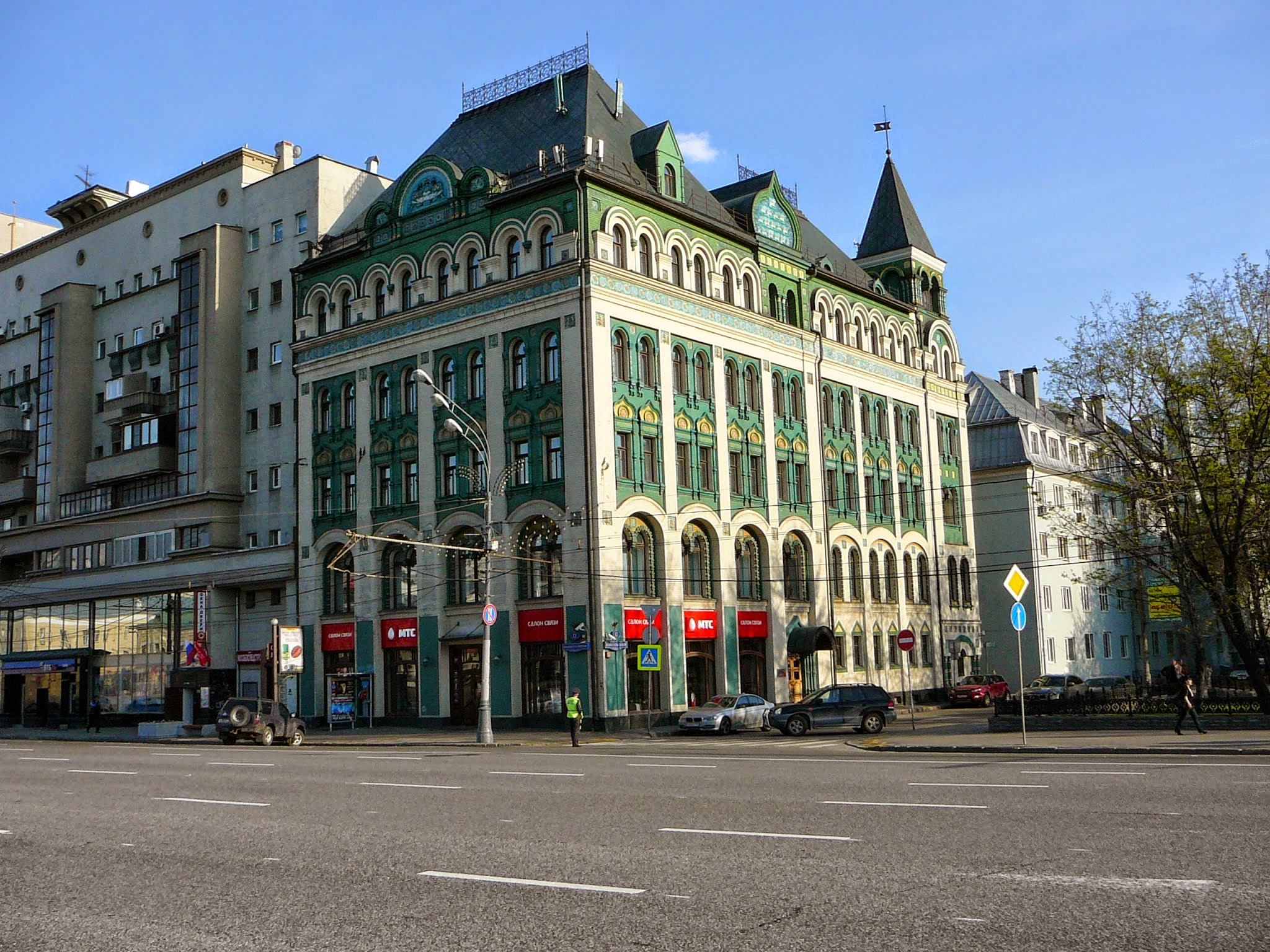
Miansarowa-Mietshaus, Bolschaja-Sucharewskaja-Ploschtschad, Moskau
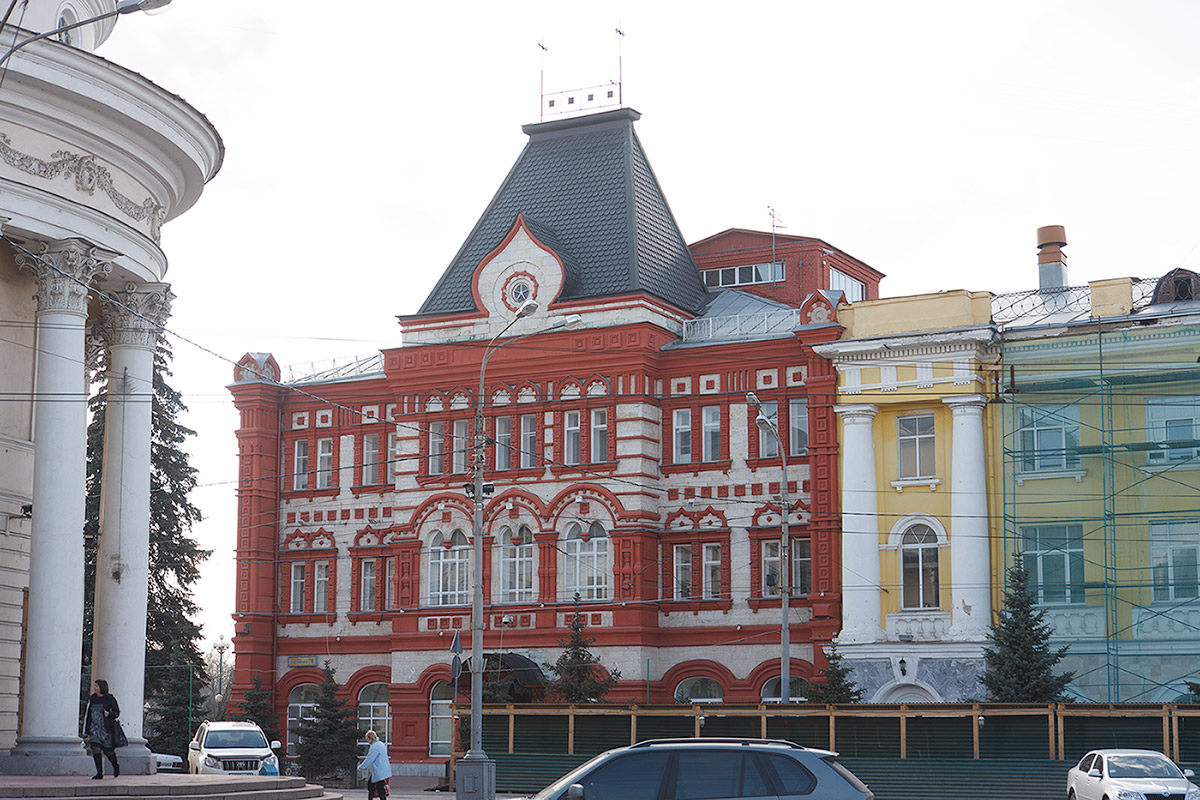
Orjoler Handelsbank